# Csahar hadművelet
A Csahar vagy Chahar hadművelet (angolul: Operation Chahar) egy hadművelet volt a második kínai-japán háború idején. A japánok a felkelő mongolokkal karöltve harcba szálltak a Kínai Köztársasággal és az őket - kivételesen - támogató Kínai Kommunista Párttal. Az 1936-os elbukott Suiyuan hadművelet után most támadtak újra a japánok. A hadműveletet Tódzsó Hideki tábornok tervelte ki. A mongolok felkelőket és önkénteseket Demchugdongrub herceg vezette a kínai hadsereg ellen.
A hadművelet 1937 augusztusában zajlott le a két fél tábor között. A több hónapos harc végül japán-mongol győzelemmel zárult, így a japánok sikeresen elfoglalták Csahar tartományt, amit később hozzá adnak Mengkukuo bábállamhoz.

## Előzmények
Suiyuan és Csahar invázióját ellenző kínai erőket Yan Xishan és Csang Kaj-sek irányította. Csang Csahar kormányzóját, Li Ju-Ming-et helyettessé léptette elő. Li Ju-Ming 143-as hadosztállyal védte Csahart.
Csang Kaj-sek 13-dik és a 17-dik hadosztály élére Tang Enbo tábornokot nevezte ki. Chiao Cheng-shou parancsnoksága alatt álló 1. lovashadtestet Demchugdongrub mongoljai ellen küldték.                                                                                  Peking elvesztése után Tang Enbo Suiyuan mentén beásta magát és várta a mongol támadást. Ezalatt Liu Ru-ming a 143-as hadosztálya megkezdte a támadást a mongol erők ellen.

## Csata Nankou-nál
Augusztus 8-án a japán erők Shigiyasu Suzuki tábornok vezetésével megkezdték a támadást Nankou-nál. Viszont a kínaiak makacs és szívós ellenállása miatt és a kedvezőtlen terepviszonyok miatt vissza kellett vonulniuk. Újabb támadásra csak augusztus 11-én került sor, itt már tankokkal és vadászrepülők segítségével támadták a kínai állásokat.     A támadás következtében Suzuki tábornok előrejutott Juyongig.
Ugyanezen a napon Csang Kaj-sek elrendelte a 14. hadseregcsoport hadba hívását Wei Li-huang tábornok irányítása alatt. A kínai hadsereg támadásokat hajtott végre a japán erők ellen Liangxiangban és Chailiban, de ezek csak elterelő hadműveletek voltak és részben fedezték a 14-dik hadosztály előrenyomulását. A csata a japán jelentések szerint csak szeptemberben érte el a területet. Szeptember 9-e és 17-e között a kínaiak összecsaptak a japánokkal, sikertelenül.
Augusztus 12-én Tang Enbo hadserege ellentámadásba kezdett. Körülvette a japánokat, és elválasztotta őket az ellátmánytól és a külvilágtól. Augusztus 14-én Itagaki Szeisiró egységeit, az 5-dik hadosztályt segítségül küldték Juyongguanba.
16-án megérkezett Nankou-ba, ahol egyszerre támadásba kezdett a kínaiak ellen. Augusztus 17-én Yan Xishan Fu Zuoyi-t Tatung megerősítésére küldte a 72-dik hadosztállyal.